# Yota
Yota (Йо́та) — российская телекоммуникационная компания, федеральный оператор беспроводной связи, с федеральным покрытием в сетях 2G/3G/4G, который работает по модели Full MVNO на объединённой сети ООО «Скартел» и ПАО «МегаФон». ООО «Yota» является дочерней компанией ПАО «МегаФон». Основные направления компании — предоставление услуг мобильной связи и 4G-интернета.

## История

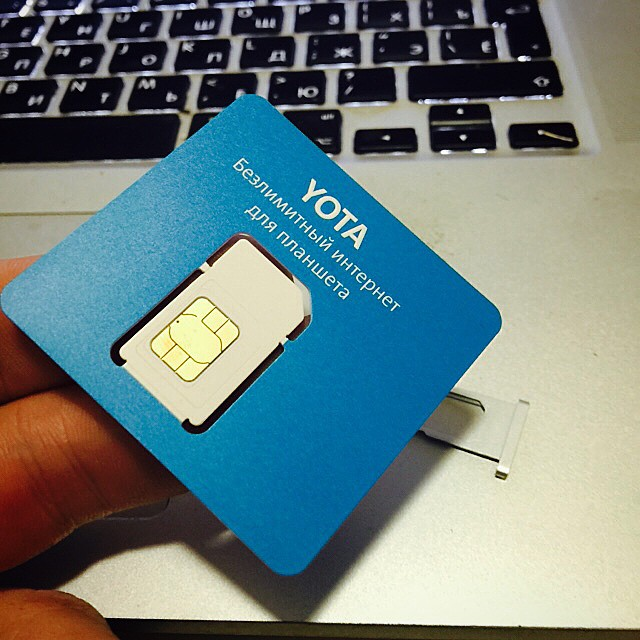
Сим-карта от Yota с безлимитным интернетом для планшетов

В 2006 году совладелец Санкт-Петербургской компании «Корус консалтинг» — Денис Свердлов и предприниматель Сергей Адоньев приняли решение создать первого в России оператора, работающего на основе новой в то время технологии передачи данных — WiMAX. В мае 2007 года компания Yota была основана в Москве.
2 сентября 2008 года ООО «Скартел» под брендом «Yota» первым в России развернул сети WiMAX на территории Москвы и Санкт-Петербурга в диапазоне 2,5-2,7 ГГц.
1 июня 2009 года началась коммерческая эксплуатация сетей. 18 августа абонентская база Yota превысила 100 тысяч пользователей, а к концу 2009 года — 250 тысяч.
В 2010 году Yota объявила о планах по переходу с технологии WiMAX на новую технологию передачи данных — LTE, и 30 августа 2010 года в Казани состоялся тестовый запуск первой в России сети нового стандарта связи.
1 декабря 2011 года состоялся официальный запуск Yota в Белоруссии, однако уже 11 июня 2012 года работа прекратилась.
С 2007 по 2012 год компанию ООО «Скартел» возглавлял Денис Свердлов. В 2012 году пост генерального директора компании занял Игорь Торгов.
С разрешения Минсвязи 23 апреля 2012 года владельцы Yota запустили первую в России сеть 4G в Новосибирске.
26 апреля 2012 года было подписано предварительное соглашение о слиянии «МегаФона» и «Скартела». Реорганизация «Скартела» завершилась в июле того же года, а 10 октября 2013 года ПАО «Мегафон» приобрел 100 % ООО «Скартела» и 100 % ООО «Yota».

### Выход на федеральный уровень
23 апреля 2014 года было анонсировано появление нового федерального оператора сотовой связи Yota на базе объединённой сети «МегаФон» и «Скартел». В августе 2014 года выдача SIM-карт Yota пользователям, оформившим предзаказ, стартовала в первых шести городах. К концу 2014 года зона покрытия выросла до 28 городов.
| Дата появления | Города/Регионы |
| -------------- | --- |
| август 2014    | Владивосток Владимир Москва Тула Санкт-Петербург Хабаровск |
| декабрь 2014   | Казань Тамбов Набережные Челны |
| июль 2015      | Архангельская область Самарская область Нижегородская область Псковская область Кемеровская область Новгородская область Тюменская область Республика Калмыкия Республика Мордовия Удмуртская республика Алтайский край |
| август 2015    | Свердловская область Челябинская область Калининградская область Волгоградская область Пермский край Ханты-Мансийский автономный округ Республика Алтай Республика Дагестан Республика Чечня                            |
| сентябрь 2015  | Саратовская область Белгородская область Кировская область Мурманская область Ивановская область Тверская область Смоленская область Ставропольский край                                                                |
| октябрь 2015   | Амурская область Республика Бурятия Еврейская автономная область Забайкальский край Республика Саха (Якутия) |
| ноябрь 2015    | Ростовская область Рязанская область |
| январь 2016    | Республика Ингушетия Республика Адыгея Республика Кабардино-Балкария Республика Северная Осетия Воронежская область |
| февраль 2016   | Республика Карачаево-Черкесия |
| июль 2016      | Сахалинская область |
| август 2016    | Республика Коми Ямало-Ненецкий автономный округ |
| октябрь 2016   | Курганская область |

В качестве оператора сотовой связи Yota предоставляет своим клиентам федеральное покрытие в сетях 2G/3G/4G, бесплатные звонки внутри сети Yota при наличии пакета минут, федеральные мобильные номера форматов +7 (8), а также единую стоимость услуг в пределах Российской Федерации и зоны покрытия в приграничных с Россией территориях. Возможен переход на сим-карту Yota с сохранением старого телефонного номера.
Кроме того, Yota выпустила мультиформатную SIM-карту, которая включает в себя модули NFC и электронной цифровой подписи.
С апреля 2014 года по апрель 2015 года генеральным директором ООО «Скартел» был Анатолий Сморгонский. Его место занял Михаил Дубин, исполнительный директор по развитию бизнеса на массовом рынке компании «МегаФон». В августе 2015 года Дубин покинул обе должности, новым генеральным директором «Скартела» (и исполнительным директором «МегаФона») назначен Константин Лиходедов.
24 мая 2016 года был запущен B2B-продукт Yota.
В ноябре 2016 года на должность генерального директора ООО «Скартел» назначен Владимир Добрынин.
25 января 2017 закрыты для подключения тарифы с безлимитным интернетом. Была введена новая тарифная линейка с ограниченным трафиком. Компания предлагает опцию «Безлимитные мобильные приложения», где трафик не тратится на некоторые социальные сети, мессенджеры и видеохостинг YouTube.
29 марта 2018 года оператор обновил линейку для смартфона и добавил возможность подключать пакеты без минут. У клиентов появилась возможность выбирать собственный пакет только с гигабайтами и безлимитными мобильными приложениями. Абоненты, подключившиеся к тарифам для смартфона до 25 января 2017 года продолжат пользоваться связью на прежних условиях. При этом, тарифы с безлимитным интернетом останутся открытыми к подключению для планшета и компьютера.
22 января 2019 года генеральный директор Yota Владимир Добрынин покидает свой пост по собственному желанию. И. о. генерального директора назначен финансовый директор Yota Саид Мунаев.
13 мая 2019 года генеральным директором компании назначен Олег Телюков.
В июне 2019 года оператор вновь ввёл тарифы с безлимитным доступом в интернет для смартфонов.
20 апреля 2021 года пост генерального директора Yota возглавил Саид Мунаев.

### Инцидент с Русланом Шаведдиновым
Вечером 23 декабря 2019 года домой к менеджеру ФБК Руслану Шаведдинову пришли с обыском сотрудники Следственного комитета. После обыска он был задержан и отправлен в военную часть на архипелаге Новая Земля для прохождения срочной службы. В ФБК заявили, что во время задержания Шаведдинова оператором Yota была заблокирована его сим-карта и не пускают адвокатов. В распоряжении издания The Insider оказалась фотография из базы оператора, на которой его номер отображается как активный с пометкой о необходимости сообщать обо всех действиях, при этом дозвониться на номер было нельзя. 25 декабря Алексей Навальный заявил, что адвокаты Шаведдинова готовят иск к Yota «за незаконное приостановление действия услуг связи во время обыска», а затем призвал отказываться от услуг оператора.

### Объединение с Мегафоном в конце 2022 года[47]
Проект по объединению торговых сетей двух операторов завершится до конца 2022 года. Он позволит повысить эффективность розницы, на треть снизить расходы в развитие сети и увеличить трафик в салонах на 15 процентов. В обновленных салонах абоненты и МегаФона, и Yota смогут получить консультацию и воспользоваться услугами: подключить SIM-карту, в том числе перейти к оператору с сохранением номера, подключить цифровые продукты, а также приобрести смартфоны, планшеты, роутеры, устройства для «умного дома», товары для путешествий и здорового образа жизни, гаджеты для детей. - В работе с дочерними компаниями мы всегда ищем синергию и нацелены на максимальную эффективность. Теперь абоненты Yota смогут подключить услуги и получить консультацию в любом салоне во всех регионах присутствия МегаФона. Несмотря на то, что у МегаФона и Yota как операторов связи принципиально разная аудитория в части потребления мобильных услуг, ее потребности в части сервиса и покупки электроники идентичны. У МегаФона традиционно эффективная розничная сеть, мы развиваем ее с использованием аналитики big data, выстроили эффективную цепочку дистрибуции. Объединение позволит сократить на треть расходы в развитие и предоставить абонентам двух операторов максимальные возможности в области клиентского сервиса, - пояснил операционный директор МегаФона Олег Телюков.
Проект включает в себя как открытие новых салонов, так и объединение существующих. До конца 2023 года все собственные салоны и работающие по франшизе заработают в новом формате. Первые три совместных кобрендинговых салона уже запущены в Нижнем Новгороде, Красногорске и Егорьевске. Все сотрудники торговых точек проходят специальное обучение, благодаря чему могут смогут проконсультировать клиентов по любому вопросу двух операторов.

## Логотип
На логотипе компании изображён перевёрнутый человек, исполненный в стиле минимализма, называемый «Нуф», или же «Nuf»: если прочитать это слово задом наперёд — «Fun» (с англ. — «веселье»). Если прочитать «Yota» наоборот будет «A toy» (с англ. — «игрушка»).

## Yota Devices
Изначально Yota Devices являлась отделом Yota и занимались разработкой пользовательских устройств — модемов и роутеров. В 2011 году Yota Devices стала отдельной компанией и начала разработку своего смартфона.